# Lasioptera nenuae
Lasioptera nenuae är en tvåvingeart som först beskrevs av Grover 1965.  Lasioptera nenuae ingår i släktet Lasioptera och familjen gallmyggor. Inga underarter finns listade i Catalogue of Life.